# Arachnura quinqueapicata
Arachnura quinqueapicata là một loài nhện trong họ Araneidae.
Loài này thuộc chi Arachnura. Arachnura quinqueapicata được Embrik Strand miêu tả năm 1911.